# Garmen
Garmen (bulgarisch Гърмен) ist ein Dorf in der Oblast Blagoewgrad in Bulgarien und ist der Sitz der Gemeinde Garmen. Sie liegt im Südwesten Bulgariens in den Westlichen Rhodopen ca. 75 km südöstlich von Blagoewgrad und 127 km südöstlich von Sofia. Die Gemeinde Garmen grenzt an die Gemeinden Bansko, Goze Deltschew, Chadschidimowo, Satowtscha und Welingrad.

## Geschichte
Im Zweiten Dakerkrieg fiel das Gebiet um Goze Deltschew unter römische Herrschaft und zu Ehren des Sieges wurde an der Stelle der heutigen Ruinen die Stadt Nicopolis ad Nestum gegründet. Die Stadt hatte eine gute Anbindung an das antike Straßennetz, so führte von hier eine Straße die nordgriechische Stadt Drama und zur Via Egnatia, welche die Adria mit dem Ägäischen Meer verband. Die Stadt wurde Ende des 6. Jahrhunderts von den Slawen und den Awaren zerstört und der Stamm der Smolyani siedelte sich hier an, sie waren Bauern und Viehzüchter.
Während des 9./10. Jahrhunderts entstand die Stadt zwar unter dem Namen Nicopol erneut, ging aber im 13. Jahrhundert während der Kreuzzüge erneut unter und wurde dann von den Osmanen einige Kilometer westlich unter dem Namen Newrokop (bulgarisch Неврокоп) in das Gebiet von Goze Deltschew verlegt.
Während der osmanischen Herrschaft wurde Garmen mehrfach erwähnt, so wurde in der Nähe der Ruinen ein türkischer Großgrundbesitz aufgebaut. Während des Russisch-Türkischen Krieges (1877–1878) und während der Balkankriege (1912–1913) schloss sich die Bevölkerung der Gemeinde den freiwilligen Milizen zum Kampf an.

## Klima und Natur
Das Gemeindegebiet umfasst Teile des Mesta-Flusstals (bulgarisch Места) / (griechisch Νέστος) und seines Nebenflusses Kanina (der „blutige“ Fluss) sowie die Hänge der West-Rhodopen. Der größte Teil des Territoriums ist sehr bergiges Relief, mit einem hohen Anteil von Waldgebieten. Ein Braunkohlevorkommen befindet sich in der Nähe des Dorfes Baldewo und Thermalquellen in der Nähe des Heilbad Ognjanowo. Das Klima ist ein mediterranes Übergangsklima mit dem Einfluss des Gebirgsklimas vom Hochland. Das hohe Naturpotential, die Kombination von vielfältigen Reliefformen mit dem günstigen Klima machen die Gemeinde Garmen und die umliegenden Orte zu einem attraktiven Ziel für Erholung und Tourismus.

## Öffentliche Einrichtungen
- Informations- und Dienstleistungszentrum
- Touristinformation an den Ruinen von Nicopolis ad Nestum
- Kirchen St. Georg und St. Anna
- Schule „St. Kyrill and Method“ (bulgarisch Училището „Св.Кирил и Методий“) (siehe Kyrill und Method)

## Persönlichkeiten
- Georgi Galew (1885–1923), bulgarischer Politiker, Aktivist der Agrarunion
- Stoimen Banitschanski (? – 1905), bulgarischer Revolutionär aus der IMRO
- Stojko Paschkulew (? – 1912), bulgarischer Revolutionär
- Nikola Stojanow Uschew (1880–1925), bulgarischer Revolutionär, Aktivist der IMRO
- Iwan Gulew (1908–1967), bulgarischer Partisan[1]
- Angel Donew (1919–1988), bulgarischer Musikpädagoge
- Ilija Milew (* 1935), bulgarischer Lokalhistoriker, Dichter und Schriftsteller[2]
- Assen Strugow (* 1937), bulgarischer Dichter

## Sehenswürdigkeiten
- Ruinen der antiken römischen Stadt Nicopolis ad Nestum
- Schule "St. Kyrill und Method" (siehe Kyrill und Method)
- St. Georgs-Kirche, 1898 auf den Fundament einer älteren Kirche errichtet[3] mit mittelalterlichen Fresken
- 600 Jahre alte Orientalische Platane (Platanus orientalis)
  - mit einer Höhe von 24 m und einem Stammumfang von 10,5 m war sie Teilnehmer beim Wettbewerb „Europäischer Baum des Jahres 2011“[4] ⊙

In der Nähe:
- Heilbad und Thermalquellen Ognjanowo (1 km nördlich)[5]
- Traditionsdorf Leschten[6] und Architekturreservat Kowatschewiza[7] im Norden
- Wasserfall „Bukow dol“ zwischen Leschten und Kowatschewiza ⊙
- Architekturreservat – Dorf Dolen[8]
- Traditionsdörfer Ossikowo und Ribnowo
- Manoilowa-Dupka-Höhle[9]
- Talsperre und Stausee Dospat im Osten

Ansichten von Garmen
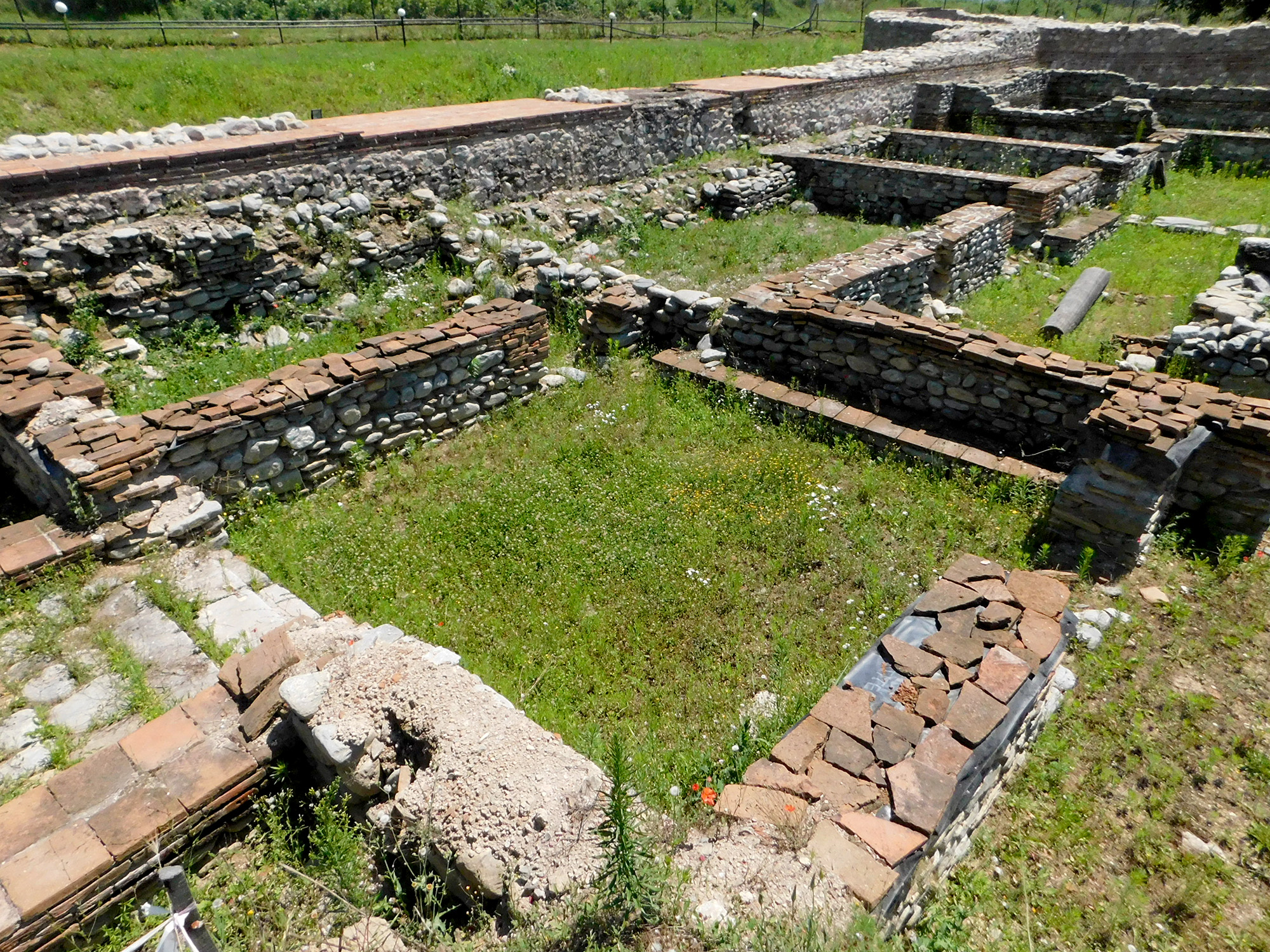
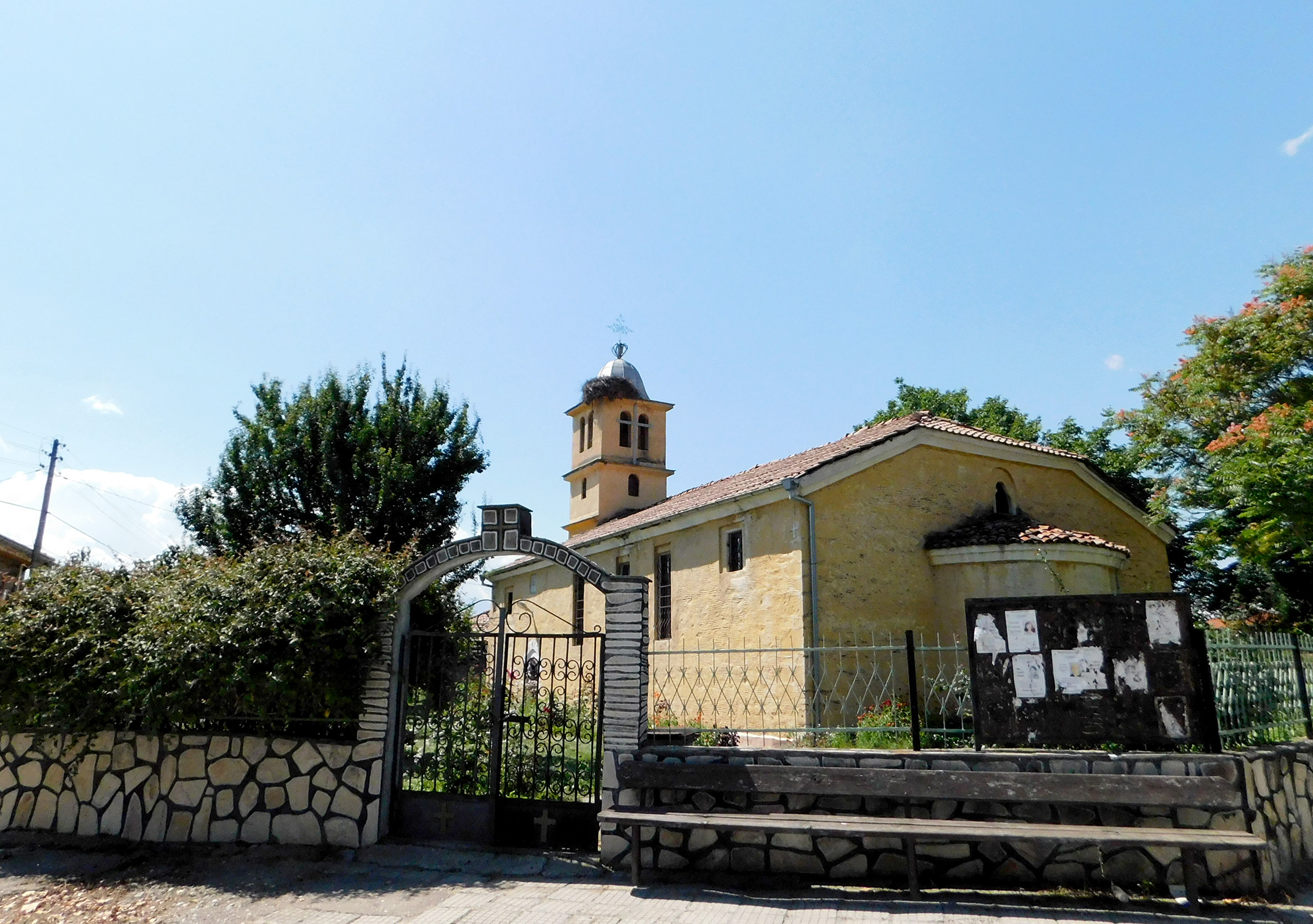
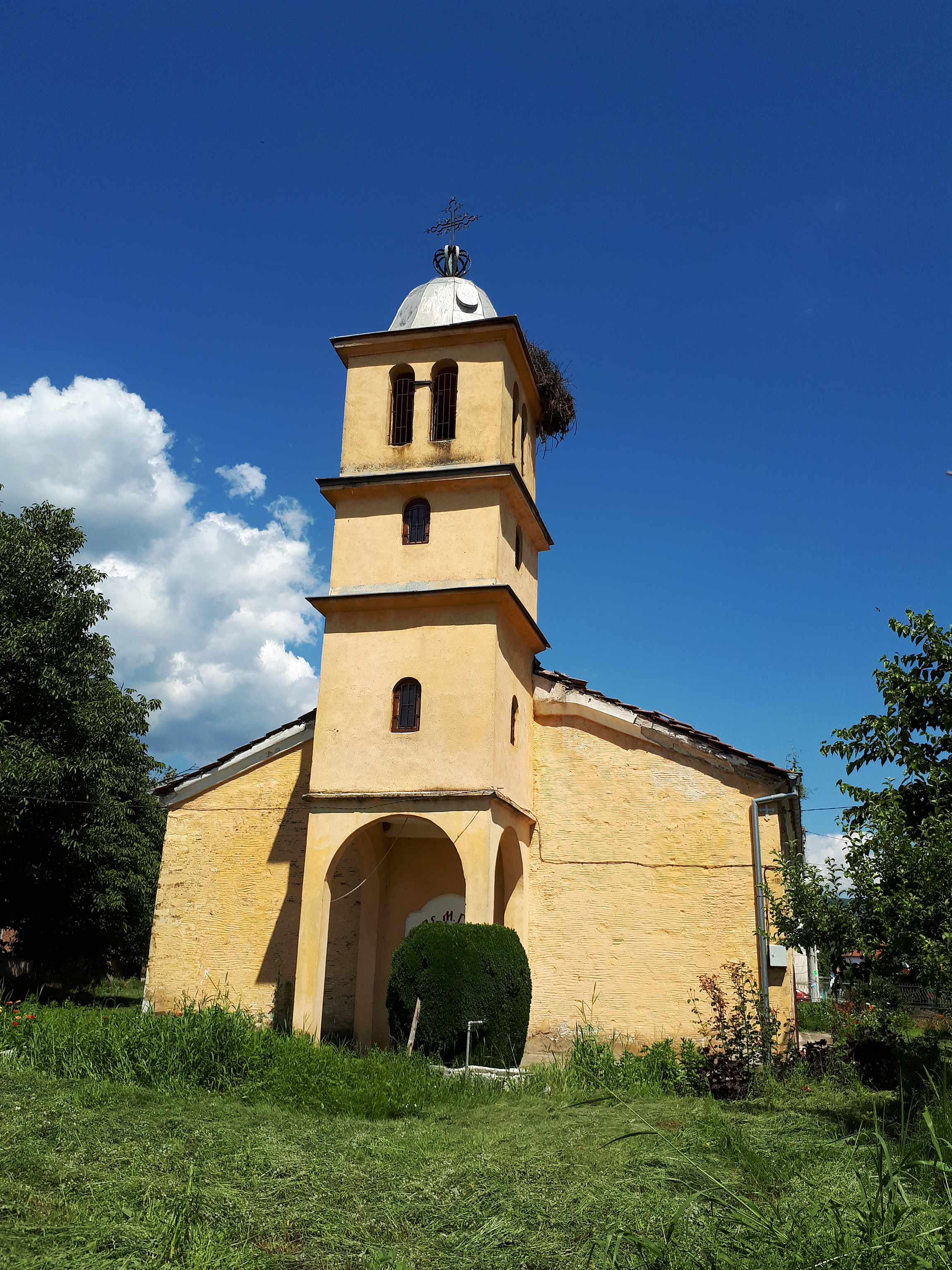
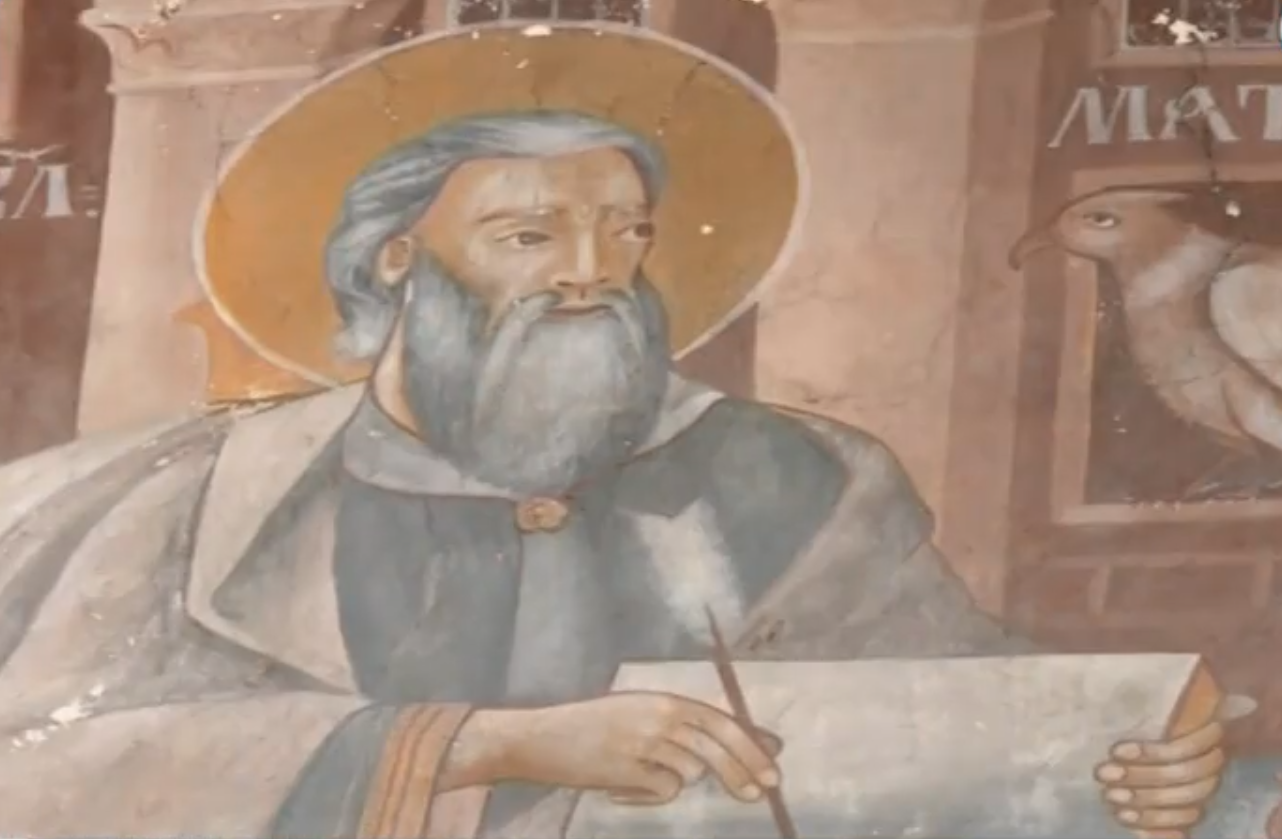
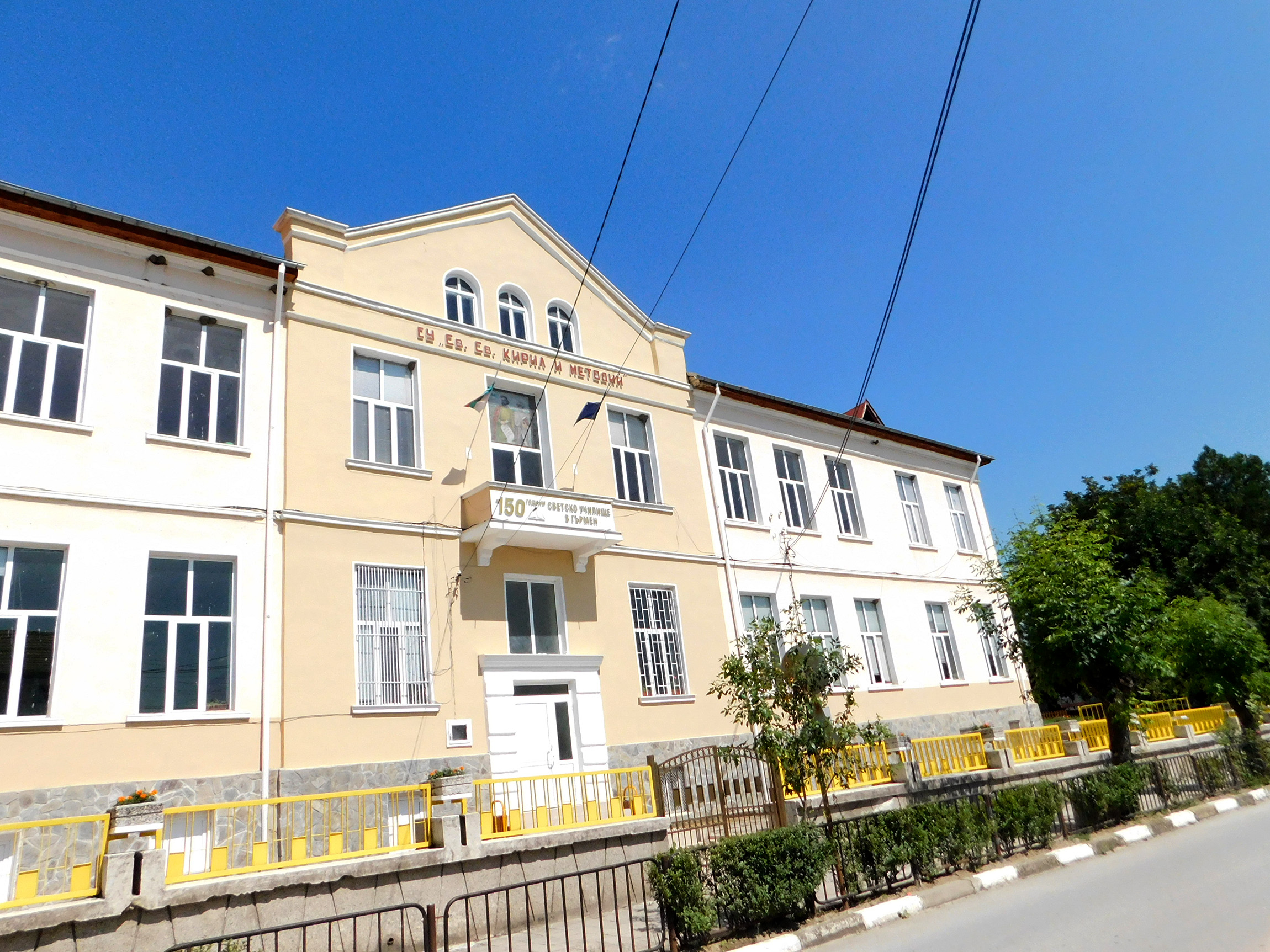
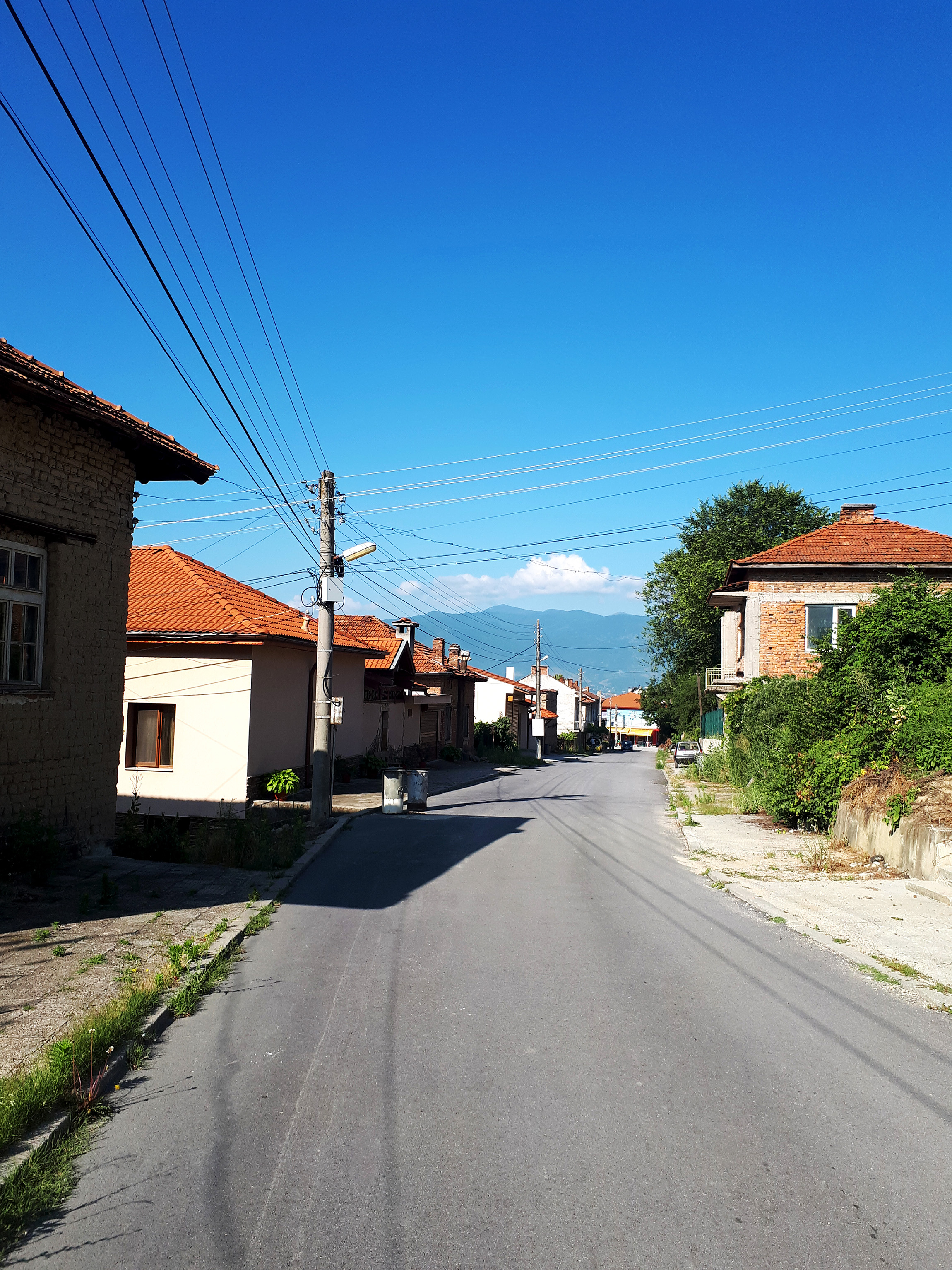
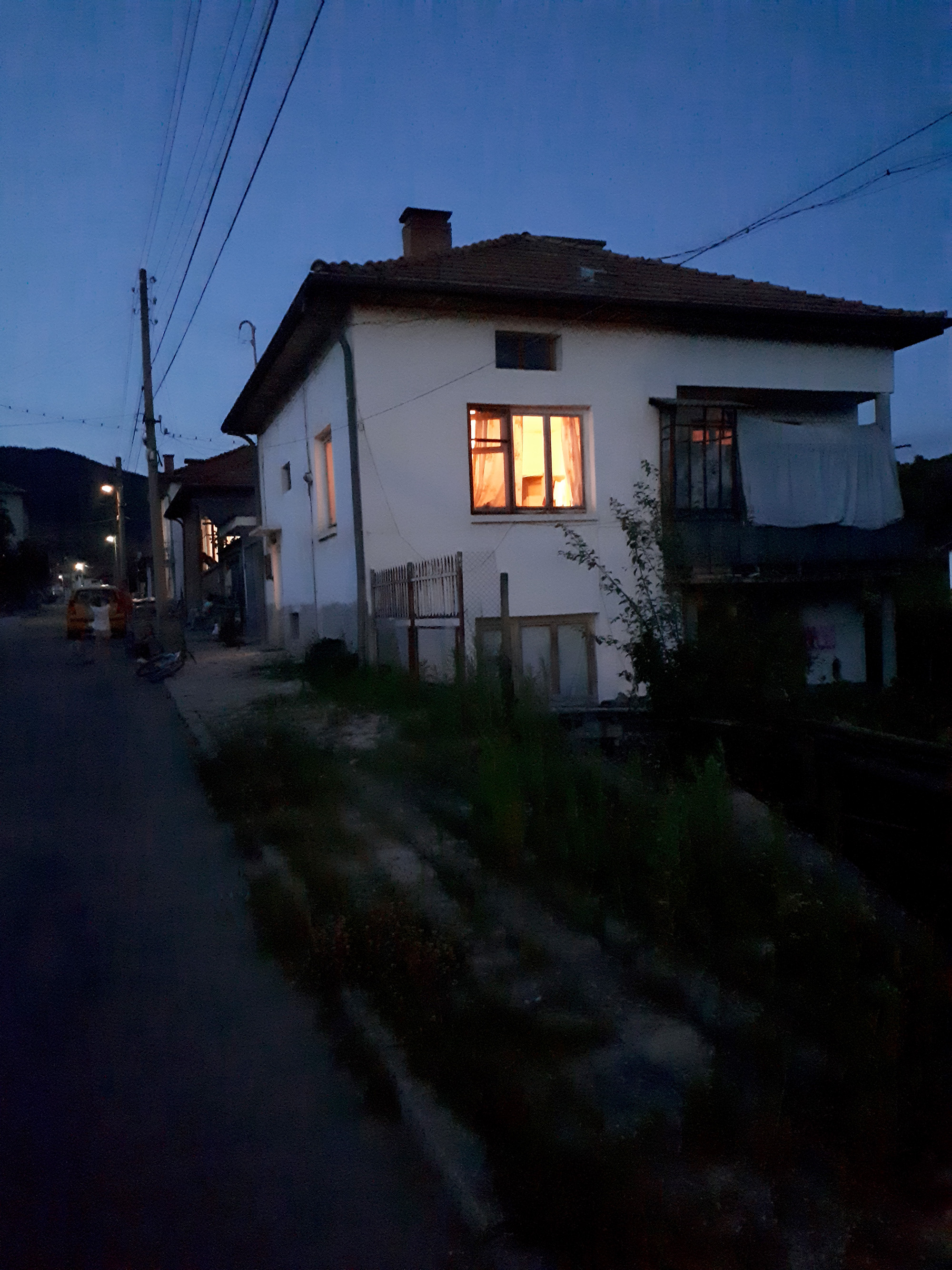
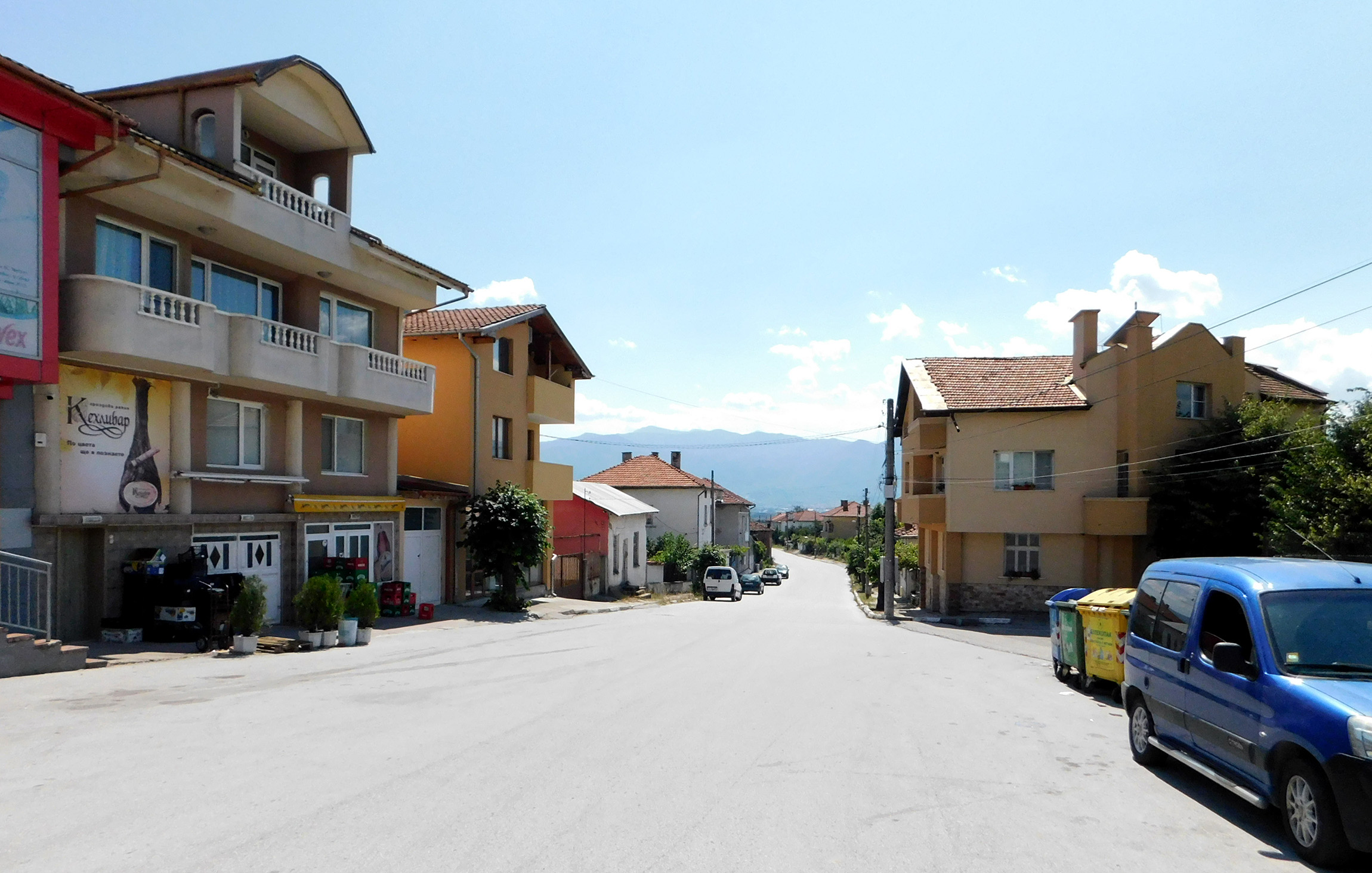
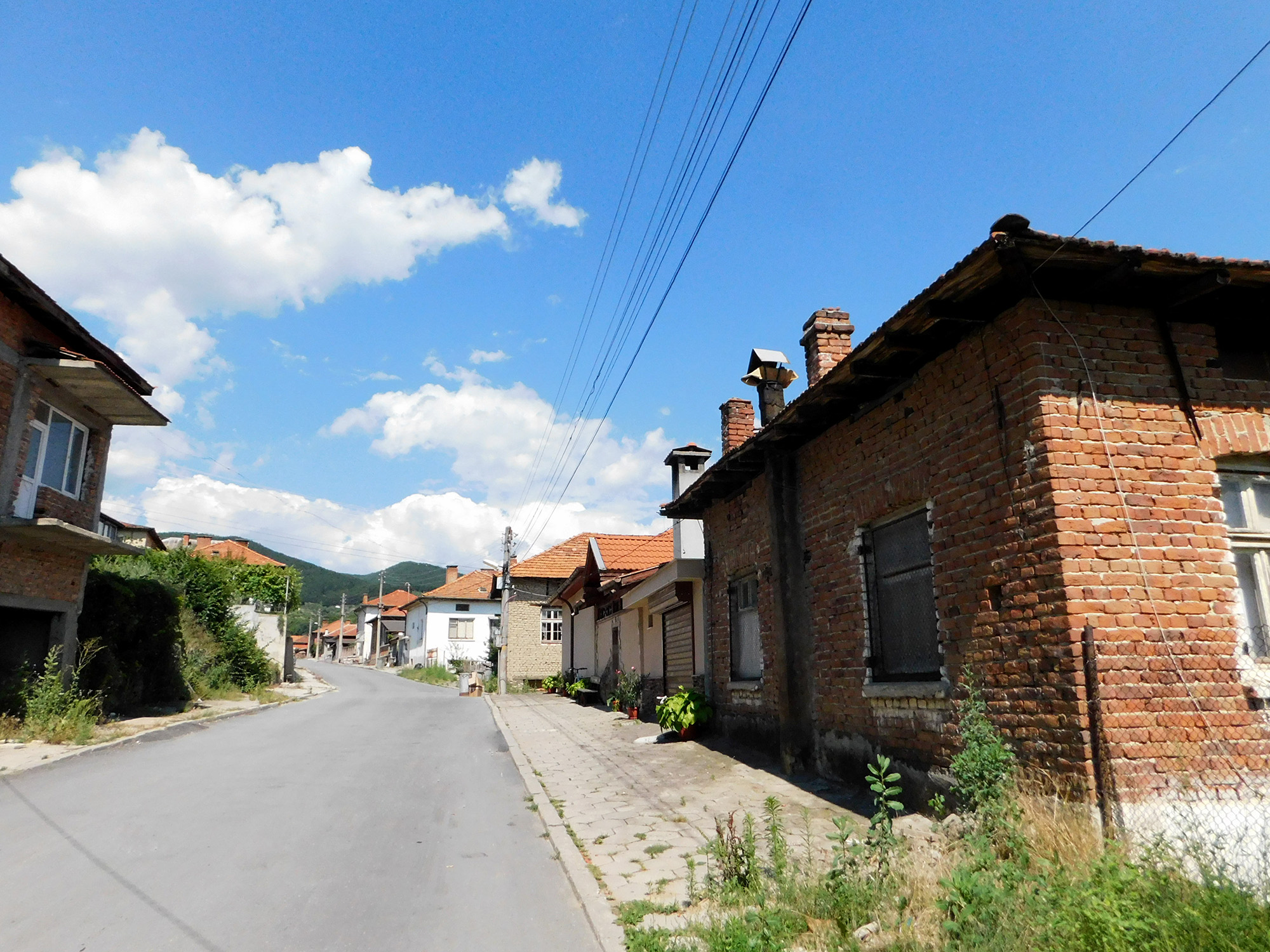
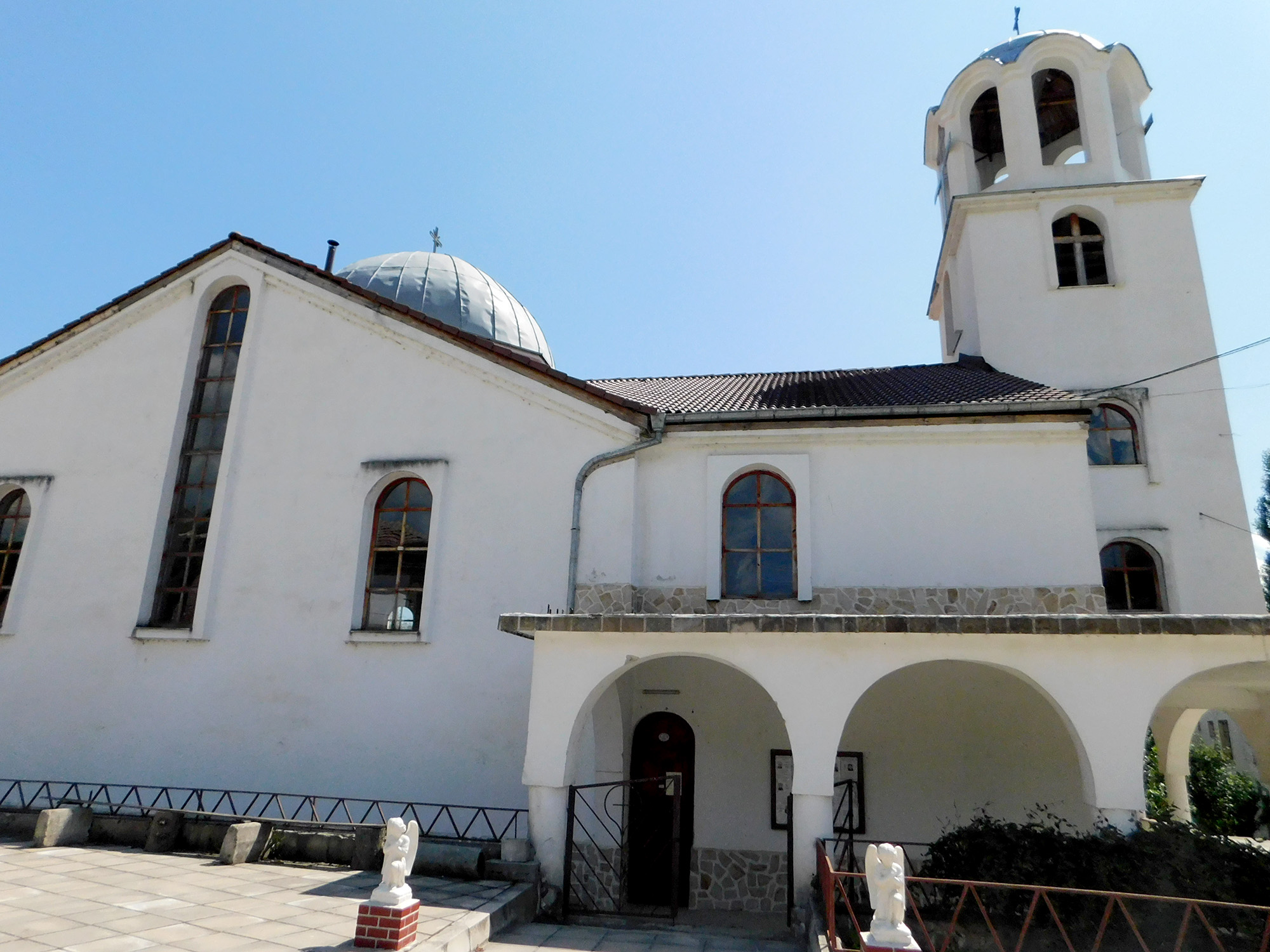
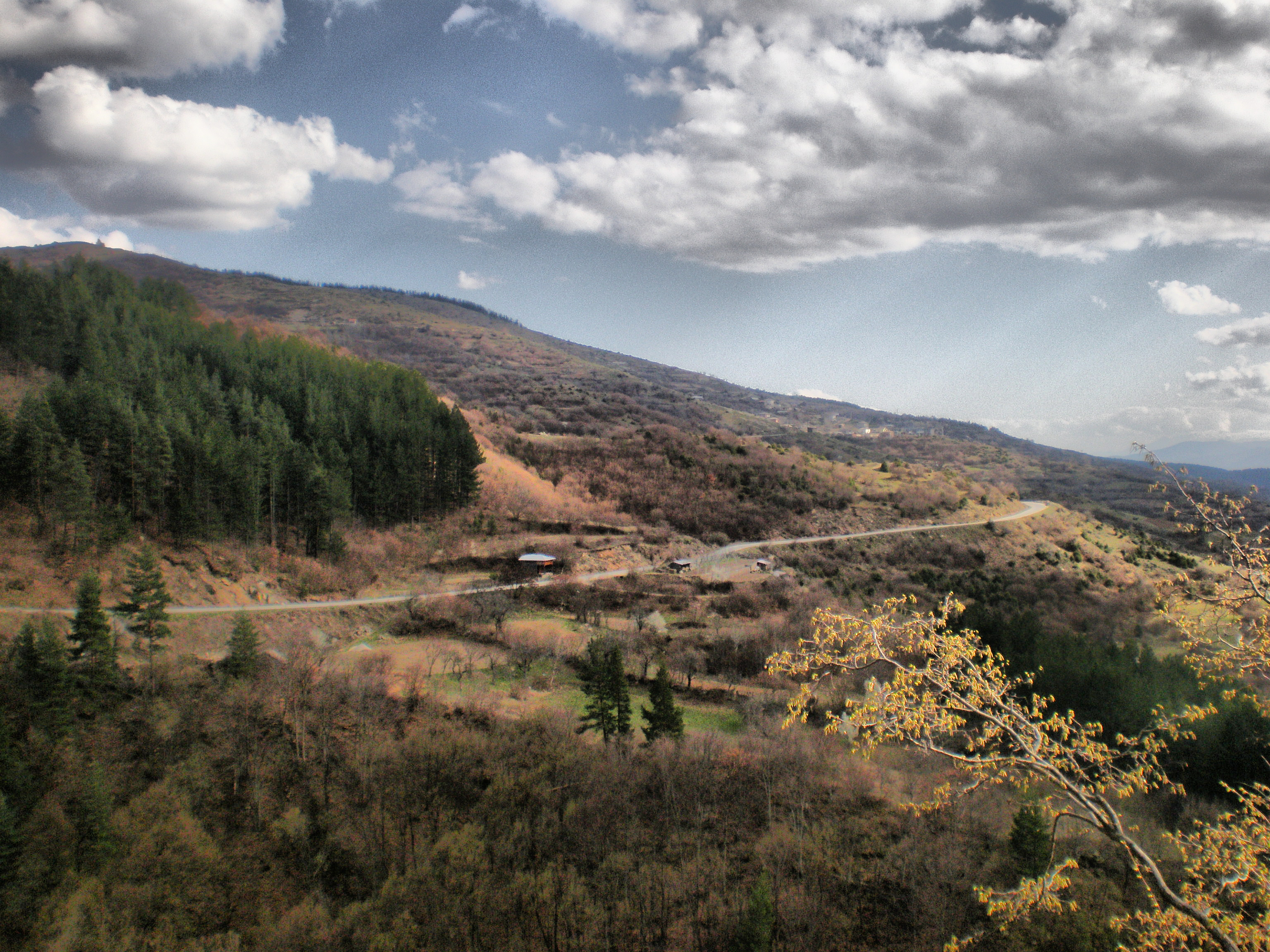
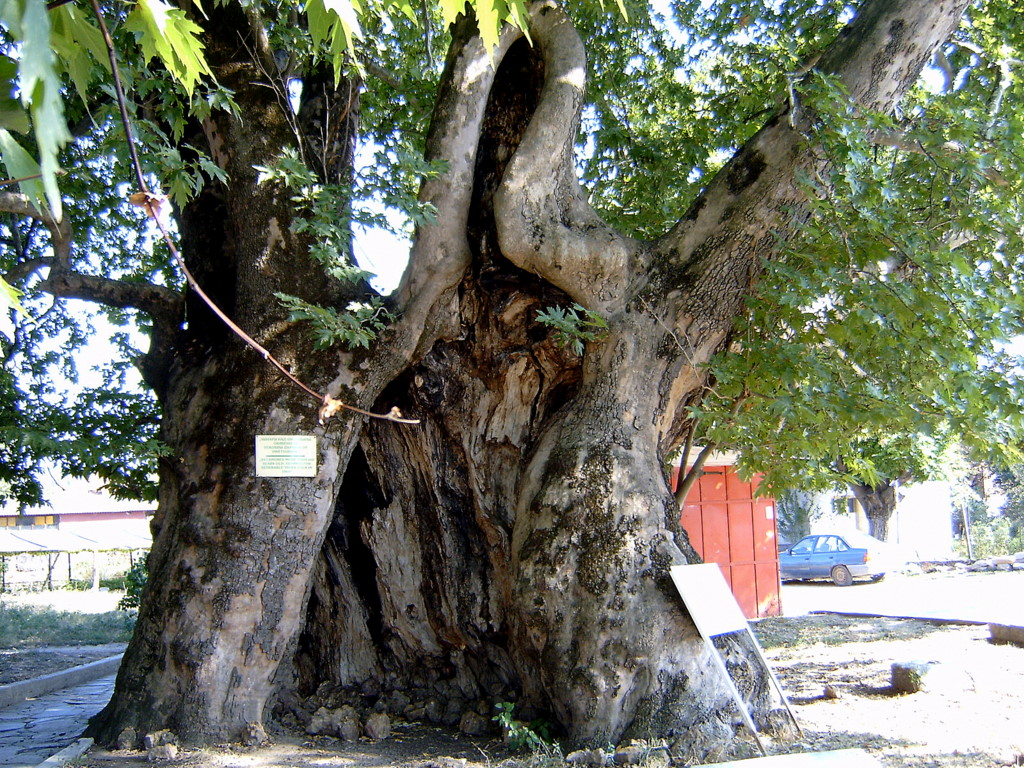
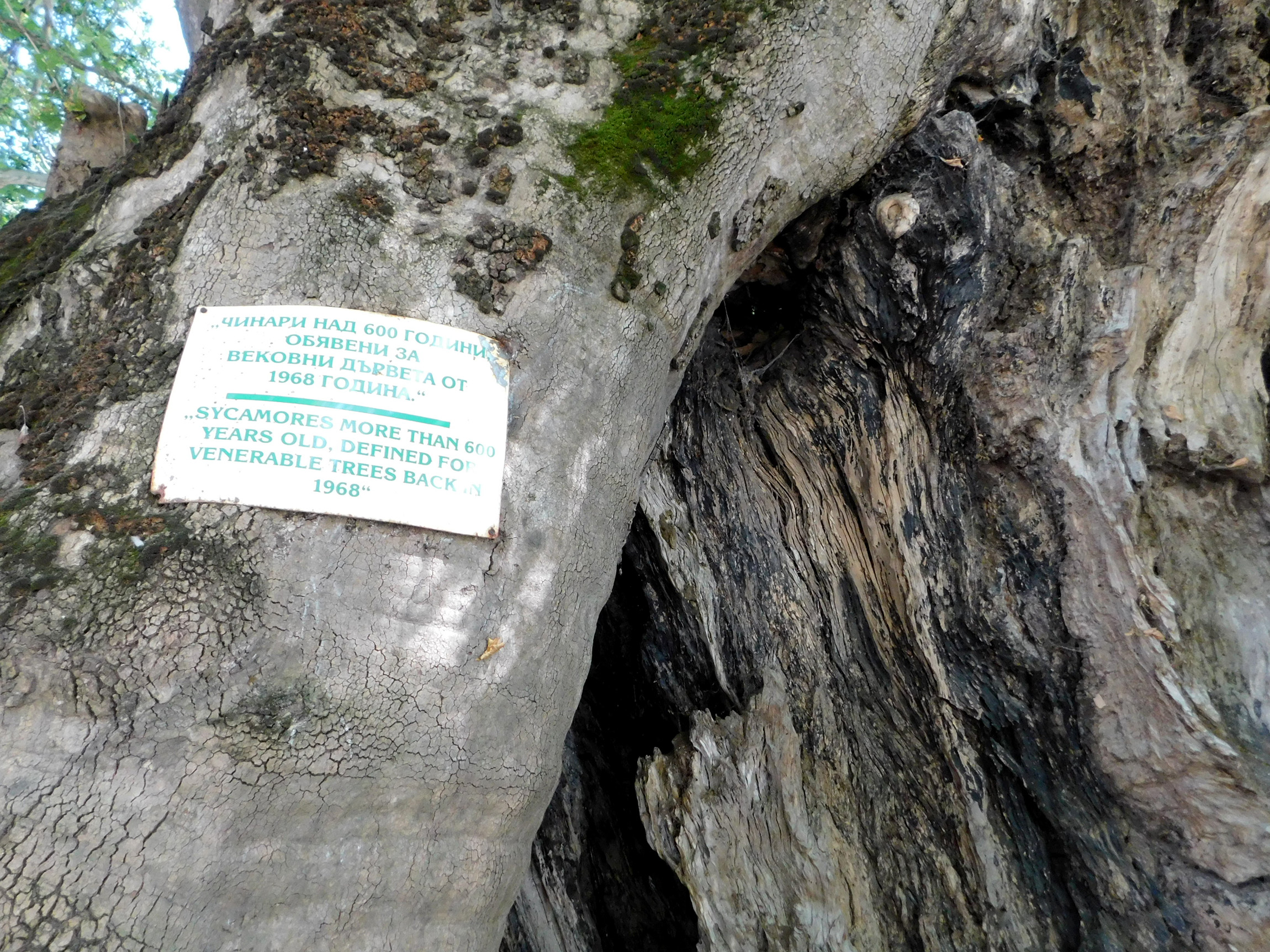
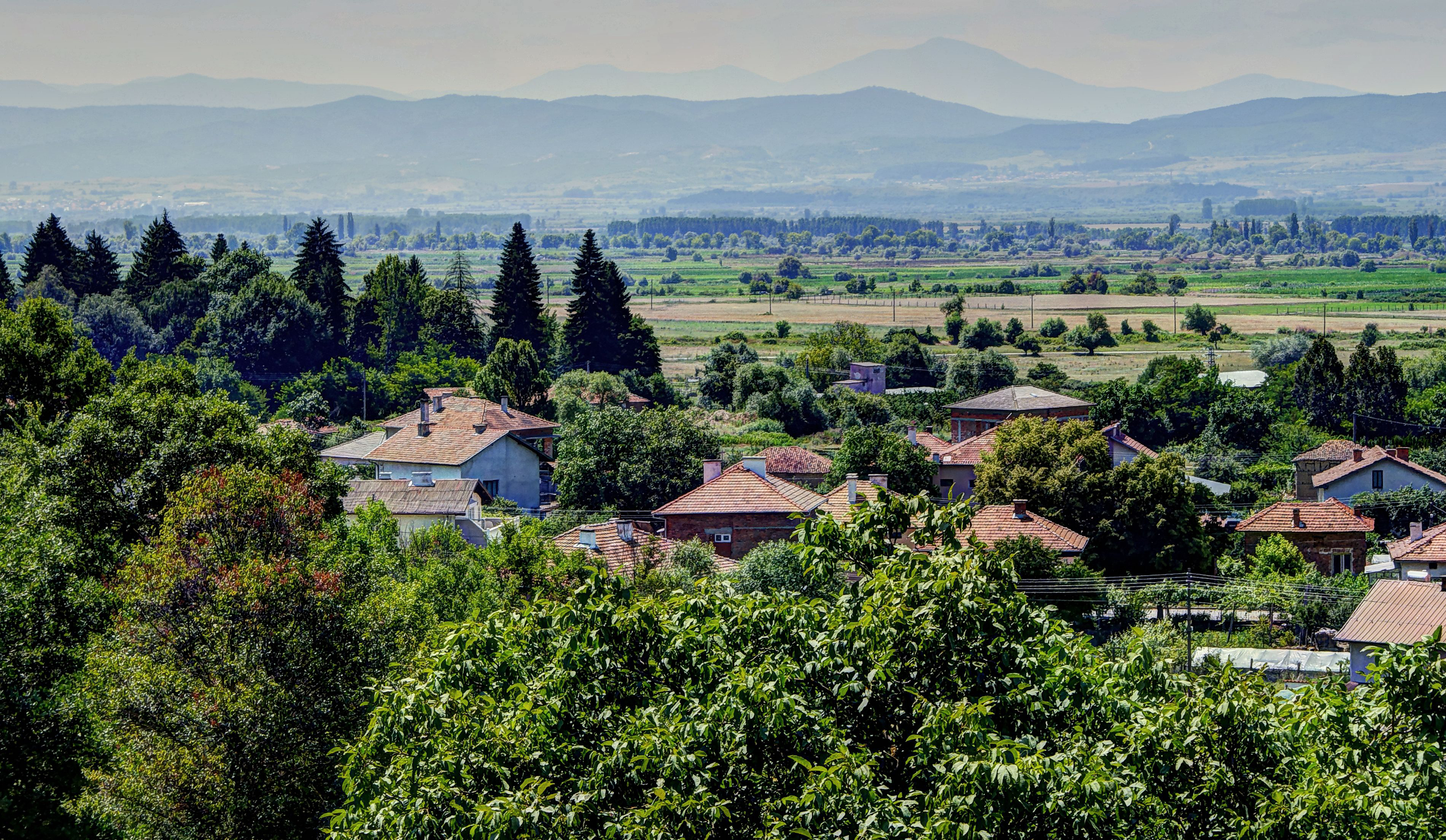